# E-hälsoinstitutet
E-hälsoinstitutet (vilket vanligen skrivs med inledande gemen följt av versal: eHälsoinstitutet) är en forskargrupp som bedriver utvärderings-, forsknings- och utvecklingsprojekt kring e-hälsa. Verksamheten har sedan starten 2002 en unik roll som plattform för olika intressenter som vill förbättra och utvärdera e-hälsa. Organisatoriskt tillhör E-hälsoinstitutet Linnéuniversitetet i Kalmar och är beläget i Hus Vita, våning 3 vid Universitetskajen, Linnéuniversitetet.